# Bastion Point (Neuseeland)
Koordinaten: 36° 50′ 39″ S, 174° 49′ 27″ O

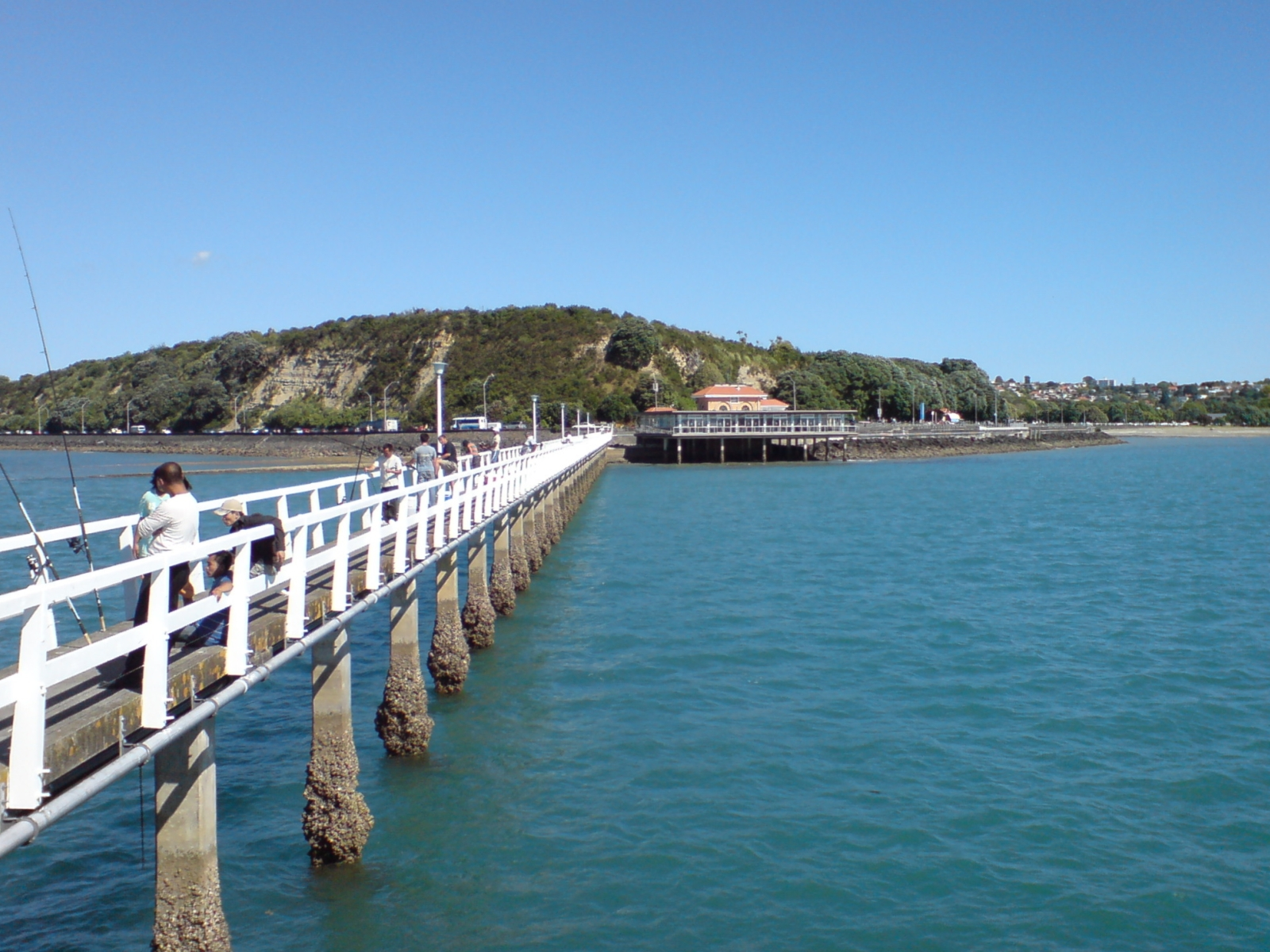
Bastion Point von dem in den Waitematā Harbour ragenden Steg aus gesehen

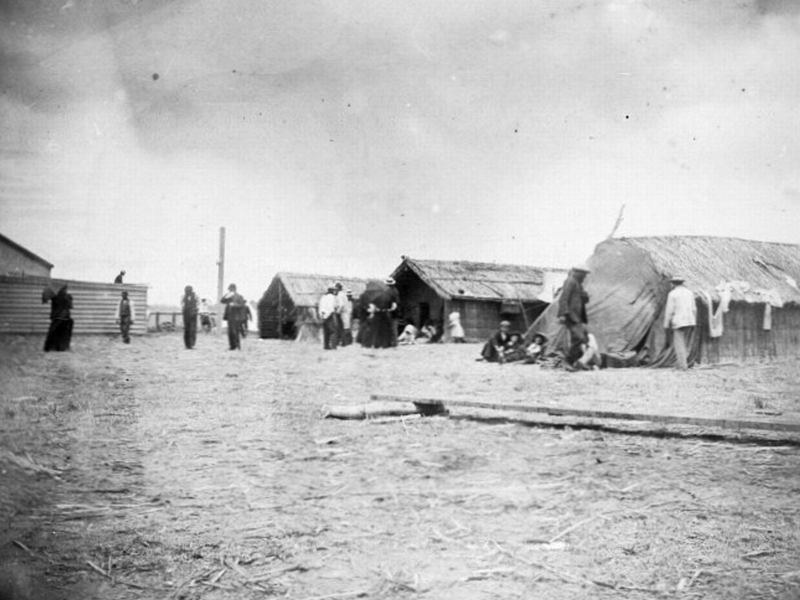
Historisches Marae auf Bastion in den 1890ern.

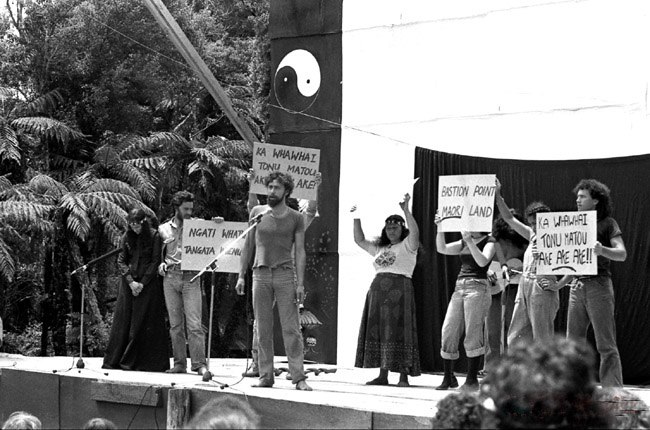
Aktivisten von Bastion Point auf dem Nambassa-Hippiefestival 1981.

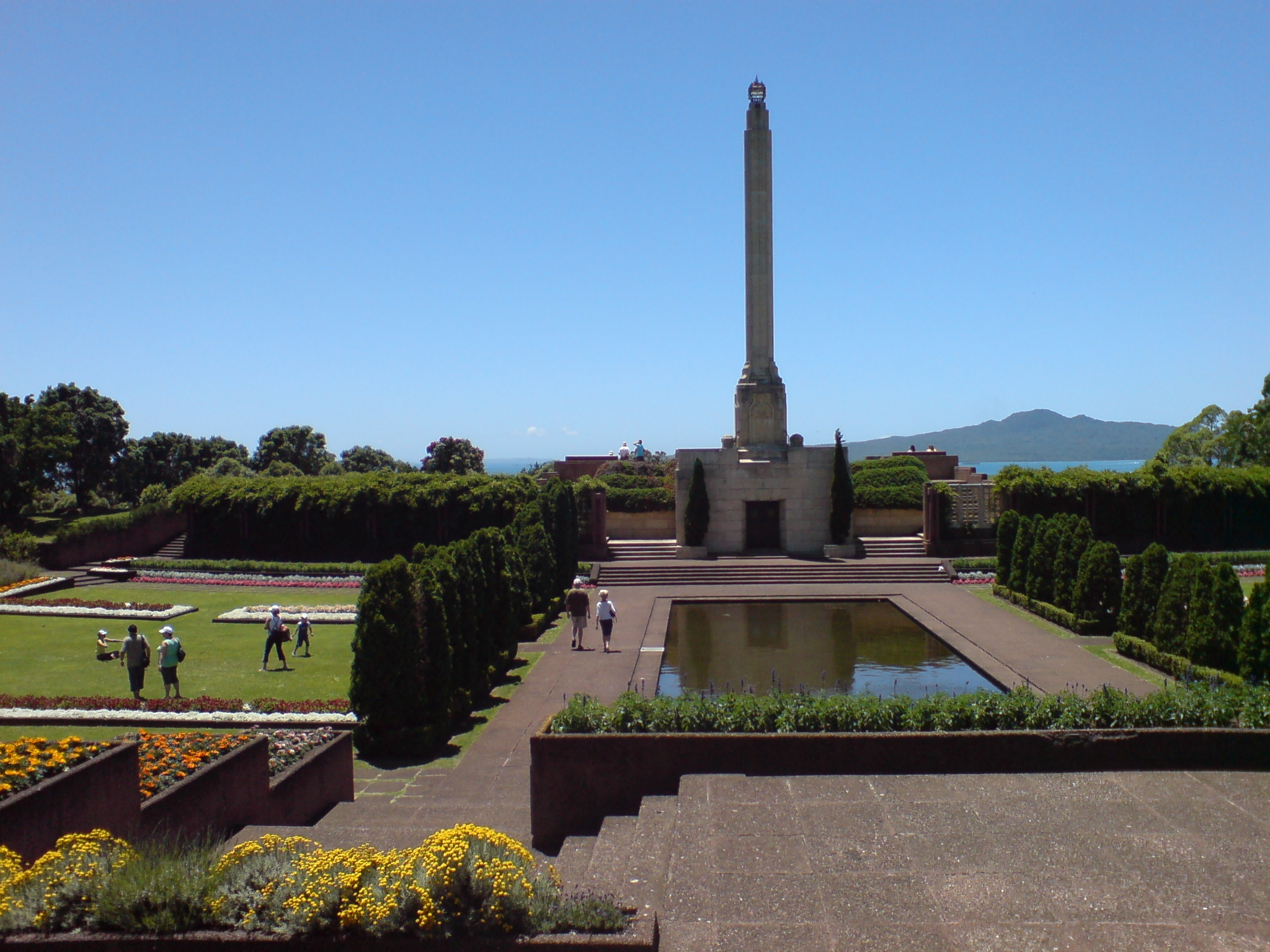
Grab und Gedenkstätte von Joseph Savage nahe Bastion Point.

Bastion Point (Māori Takaparawhau) ist ein Stück Küstenland in Orakai im neuseeländischen Auckland. Es befindet sich südlich der Zufahrt zum Waitematā Harbour. Das Gebiet hat eine besondere Bedeutung in der Neuseeländischen Geschichte, da es ein Brennpunkt der Proteste der Māori gegen zwangsweise Eigentumsübertragungen an Māoriland durch weiße Neuseeländer war.
Das Gebiet gehörte vor der Kolonisierung Neuseelands dem Iwi Ngāti Whātua und war ein wichtiges Gebiet mit reichen Fischgründen und Feldern. Das Gebiet und seine Umgebung wurde von der neuseeländischen Regierung entweder gekauft oder zur Nutzung für öffentliche Zwecke enteignet. Das Gebiet wurde über einen Zeitraum von den 1840er bis 1950er Jahren erschlossen.
1885 baute die neuseeländische Regierung in Kohimarama oder Bastion Point einen militärischen Vorposten, da das Gebiet eine wichtige strategische Position an der Zufahrt zum Waitematā Harbour bot. Der Vorposten wurde nicht auf Takaparawhau Point gebaut, einem Stück Land, das der Regierung zu ebendiesem Zweck von den Māori zur Verfügung gestellt worden war. 1886 nutzte die Krone den Public Works Act 1882 um  53,000 m² von Bastion Point für Verteidigungszwecke zu enteignen. Als die Krone Bastion Point nicht länger für diesen Zweck benötigte, wurde das Land jedoch nicht ursprünglichen Māori-Eigentümern zurückgegeben. Stattdessen schenkte sie es dem Stadtrat von Auckland City Council. Dies waren die letzten 240,000 m² nicht genutztes Land in Orakei, das der ortsansässige Unterstamm (Hapū) zurückzuerhalten hoffte. 1976 kündigte die Krone an, das man vorhabe, Bastion Point zu erschließen und es dazu an das meistbietende Immobilienunternehmen zum Bau von Häusern für die oberen Bevölkerungsschichten zu versteigern.
Joe Hawke und andere Mitglieder des Hapū, aber auch Aktivisten der Pākehā (Neuseeländer europäischer Abstammung) bildeten das Orakei Māori Action Committee um die Landaufteilung zu stoppen. 1977 bis 1978 organisierte das Komitee die Besetzung des verbleibenden Kronlandes und verhinderte seine Konfiszierung durch die Muldoon-Regierung. Ein Marae und Häuser wurden gebaut und Feldfrüchte angebaut.
Die friedliche Besetzung dauerte 507 Tage und endete am 25. Mai 1978, 800 Polizisten und die neuseeländische Armee vertrieben die Besetzer gewaltsam und zerstörten die Häuser, das Marae und die Felder. 220 Besetzer wurden festgenommen. Die Landbesetzung und ihre gewaltsame Beendigung trug dazu bei, die Ungerechtigkeit gegenüber den Ureinwohnern deutlich zu machen, und war ein Meilenstein in der Geschichte der Māori-Protestbewegung.
In den 1980er Jahren entschuldigte sich die Neuseeländische Regierung formell und gab das Land als Teil der Übereinkünfte im Vertrag von Waitangi mit einer Entschädigung an die Ngāti Whātua zurück. Eine Dokumentation über Enteignung von Maoriland und  die Ereignisse auf Bastion Point wurde von der Filmemacherin Merata Mita gedreht. Sie heißt „Bastion Point Day 507“ und nutzt Videomaterial von der Landbesetzung in Bastion Point.
Der 23. Premierminister Neuseelands, Michael Joseph Savage, ist bei Bastion Point begraben. Ein Mausoleum und eine Gedenkstätte wurden zu seinen Ehren errichtet.